# Estação Alto de Extremadura

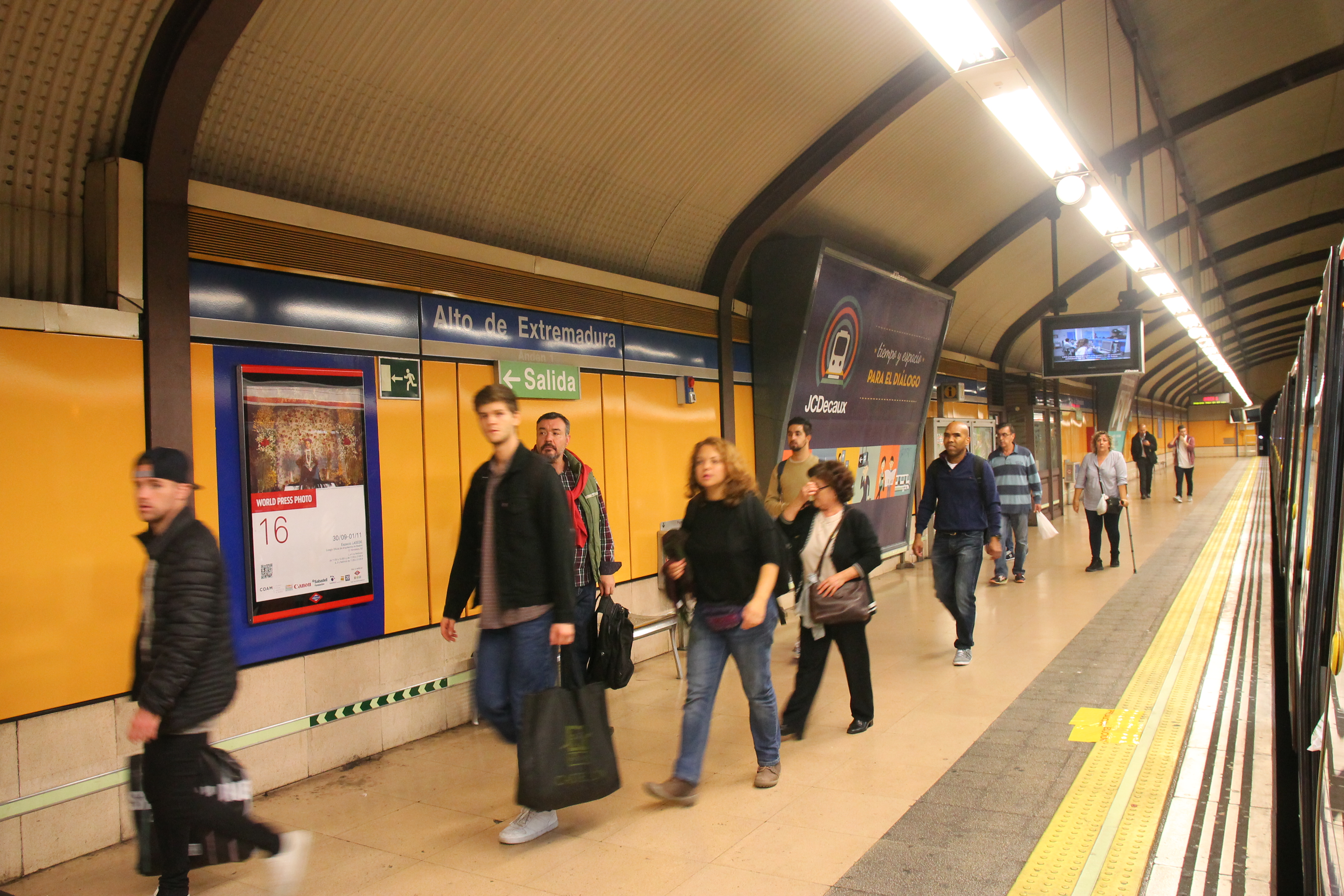
Plataforma de embarque

Alto de Extremadura é uma estação da Linha 6 do Metro de Madrid.

## História
Está situada no Paseo de Extremadura, na altura do cruzamento com a rua de Francisco Brizuela, no distrito de Latina. 
Foi aberta ao público em 10 de maio de 1995.